# Derya Gür-Şeker
Derya Gür-Şeker (* 1981 in Duisburg) ist eine deutsche Diskurs- und Medienforscherin und Professorin an der Hochschule Bonn-Rhein-Sieg (H-BRS).

## Leben
Derya Gür-Şeker studierte an der Heinrich-Heine-Universität Düsseldorf Germanistische Linguistik, Literatur-, Politik- und Medienwissenschaft.

## Akademischer Werdegang
Nach ihrem Studium an der Heinrich-Heine-Universität nahm sie eine Promotion in der Germanistischen Linguistik an der Universität Duisburg-Essen auf, wo sie 2012 zu einer diskurslinguistischen Arbeit promoviert wurde. 2022 habilitierte sie sich mit einer Arbeit zum Thema „Vom Medientext zu Social Media“.

## Forschungsschwerpunkte
Ihre Schwerpunkte liegen in folgenden Themenbereichen:
- Medien- und Diskursforschung
- Social-Media-Kommunikation und -Marketing
- Künstliche Intelligenz kulturwissenschaftlich
- AI Literacy

## Veröffentlichungen (Auswahl)
Eine vollständige Liste der wissenschaftlichen Publikationen findet sich auf der Webseite von Derya Gür-Şeker an der H-BRS.
- Gür-Şeker, D. (2024). Vertrauen in KI – kulturwissenschaftlich mediale Perspektiven. In: Schork, S. (Hrsg.): Vertrauen in Künstliche Intelligenz. Eine multi-perspektivische Betrachtung. Wiesbaden: Springer, 241–254.
- Gür-Şeker, D., Demirtaş, B., Kahveci, Ç. & Schmitz, A.: 30 Jahre nach dem Brandanschlag. Erinnern als rassismuskritische Praxis. In: Forschungsjournal Soziale Bewegungen. Vol. 37, Nr. 1. Solingen 2024, S. 39–56, doi:10.1515/fjsb-2024-0004.
- Gür-Şeker, D. (2023). AI Literacy – Worauf es in Zeiten von ChatGPT und Co. ankommt. In: changement Magazin. Ausgabe 07/2023.

- Gür-Şeker, D., Hintze, P., Tasche, B., & Wefelnberg, M. (2023). Künstliche Intelligenz in Studium und Lehre. Empfehlungen zum Umgang an der Universität Duisburg-Essen.
- Demirtaş, B., Schmitz, A., Gür-Şeker, D., & Kahvecı. C. (2023). Solingen, 30 Jahre nach dem Brandanschlag. Bielefeld: transcript.
- Gür-Şeker, D., Bonnen, U. K., & Wentker, M. (2022). #conspiracymemes: A Framework-Based Analysis of Conspiracy Memes as Digital Multimodal Units and Ensuing User Reactions on Instagram. In: Demata, M., Zorzi, V., & Zottola, A. (eds.): Discourses of and about Conspiracy Theories. Amsterdam: Benjamins, 267–294.

- Gür-Şeker, D. (2022). Sprache – Kultur – Gesellschaft. Linguistische Zugänge vom Medientext zu Social Media. Habilitationsschrift. Duisburg, Essen.

- Gür-Şeker, D. (2021). Künstliche Intelligenz und die Zukunft der Arbeit. Otto-Brenner-Stiftung. Frankfurt a. M.
- Gür-Şeker, D. (2019). Exklusionsstrategien in rechtspopulistischen Reden. Eine sprachkritische Annäherung mit Fokus auf Nomination, Prädikation und Metapherngebrauch im Diskurs über Migranten. In: Schiewe, J., Niehr, T., & Moraldo, S. (Hrsg.): Sprach(kritik)kompetenz als Mittel demokratischer Willensbildung. Sprachliche In- und Exklusionsstrategien als gesellschaftliche Herausforderung. Bremen: Hempen Verlag, 79–98.
- Gür-Şeker, D. (2019). Kontrastive Diskurslinguistik und methodische Perspektivierungen auf Online-Diskurse. In: Rocco, G., Schaffroth, E. (Hrsg.): Methoden der vergleichenden Diskurslinguistik. Germanistisch-romanistische Beiträge zur Methodenreflexion und Forschungspraxis.
- Gür-Şeker, D., Boonen, U. K., & Wentker, M. (2018). Nomination Strategies in the Language of Right-Wing Populists. The Discursive Construction of Migrants in the Political Discourse of the Netherlands, Belgium and Germany. In: Demata, M., Saric, L., & Vezovnik, A. (ed.): I-LanD Journal – Identity, Language and Diversity, 102–126.
- Gür-Şeker, D. (2012). Transnationale Diskurslinguistik. Bremen: Hempen. [Dissertation]